# Cône d'ablation
Pour les articles homonymes, voir Cône.
Un cône d'ablation, dans le domaine de l'astronautique, est un bouclier thermique en forme de cône, dont l'ablation participe à la protection d'un engin spatial contre l'échauffement cinétique.
Les termes correspondants en anglais sont ablating cone et ablating nosecone.

## Référence
Arrêté du 20 février 1995 relatif à la terminologie des sciences et techniques spatiales.[réf. incomplète]